# Benihana

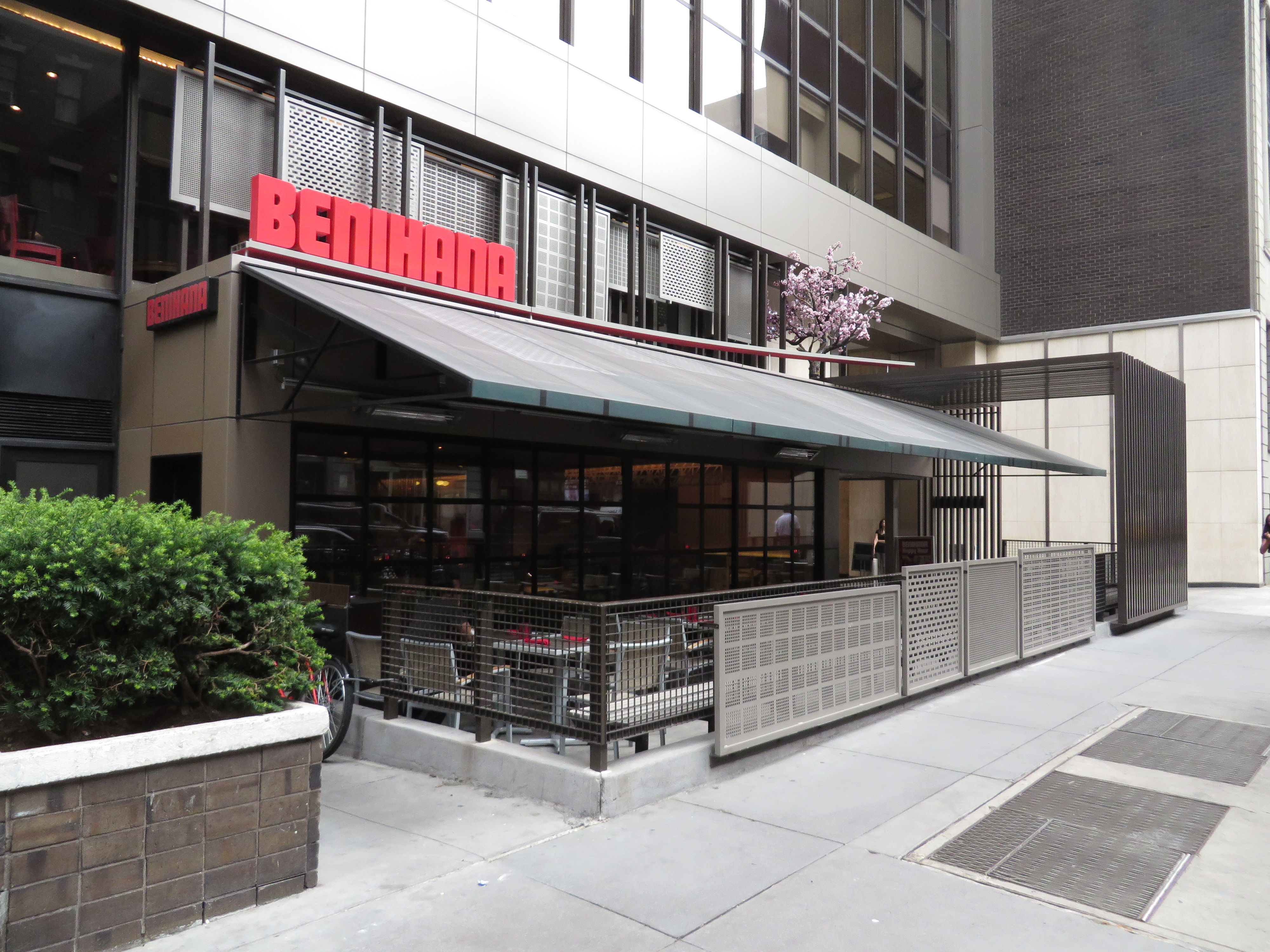
Ristorante Benihana a Manhattan

Benihana Inc. (in giapponese 紅花) è una azienda di ristoranti statunitense con sede ad Aventura, in Florida. Possiede un franchising di 116 ristoranti di cucina giapponese in tutto il mondo, e detiene il marchio Benihana Teppanyaki, così come i ristoranti Haru e RA Sushi. Fu fondato da Hiroaki Aoki a New York nel 1964. Nel 2008 l'azienda contava circa 5000 dipendenti. Nel 2010 l'azienda ha registrato un fatturato di 314 milioni di dollari.